# Christian Fortune
Christian Caleb Fortune (nacido el 12 de julio de 1991) es un actor estadounidense nacido en Pasadena, California en Estados Unidos. 

## Vida y carrera
Christian Fortune interpretó el papel de lanzador de Biloxi en The Perfect Game
Debido a un problema de financiamiento, la película tuvo que suspenderse tras solo un par de semanas de rodaje. Cuando fueron capaces de empezar de nuevo unos meses más tarde, Fortune fue uno de los niños que habían experimentado un crecimiento acelerado y todas las escenas con ellos tuvieron que ser re-filmadas.
Durante el rodaje Christian se convirtió en no solo un compañero de equipo, sino que también construyeron una amistad con el también actor Jake T. Austin. En su tiempo libre ambos producen y dirigen sus propias producciones en YouTube.
En 2011, Fortune apareció en el vídeo musical Jasmine V como su exnovio.

## Filmografía
| Año  | Título             | Rol                | Notas                                            |
| ---- | ------------------ | ------------------ | ------------------------------------------------ |
| 2009 | Shadowheart        | Young James        | Video                                            |
| 2009 | The Perfect Game   | Lanzador de Biloxi | Papel secundario                                 |
| 2011 | Walk Away          | Ryan Stevens       | Corto                                            |
| 2011 | New Year's Eve     | Cody               | Papel secundario                                 |
| 2011 | Palominas          | Temple James       | Preproducción                                    |
| 2011 | The Magic Dragon   | Él mismo           | Junto con Nat Wolff, Alex Wolff y Parris Fortune |
| 2012 | Hell and Mr. Fudge | Davy Hollis        | Posproducción                                    |

## Televisión
| Año  | Título     | Rol               | Notas                   |
| ---- | ---------- | ----------------- | ----------------------- |
| 2010 | Victorious | Papparazzi de Rob | Capítulo 7: "Robarazzi" |